# Lista celor mai mari malluri din lume

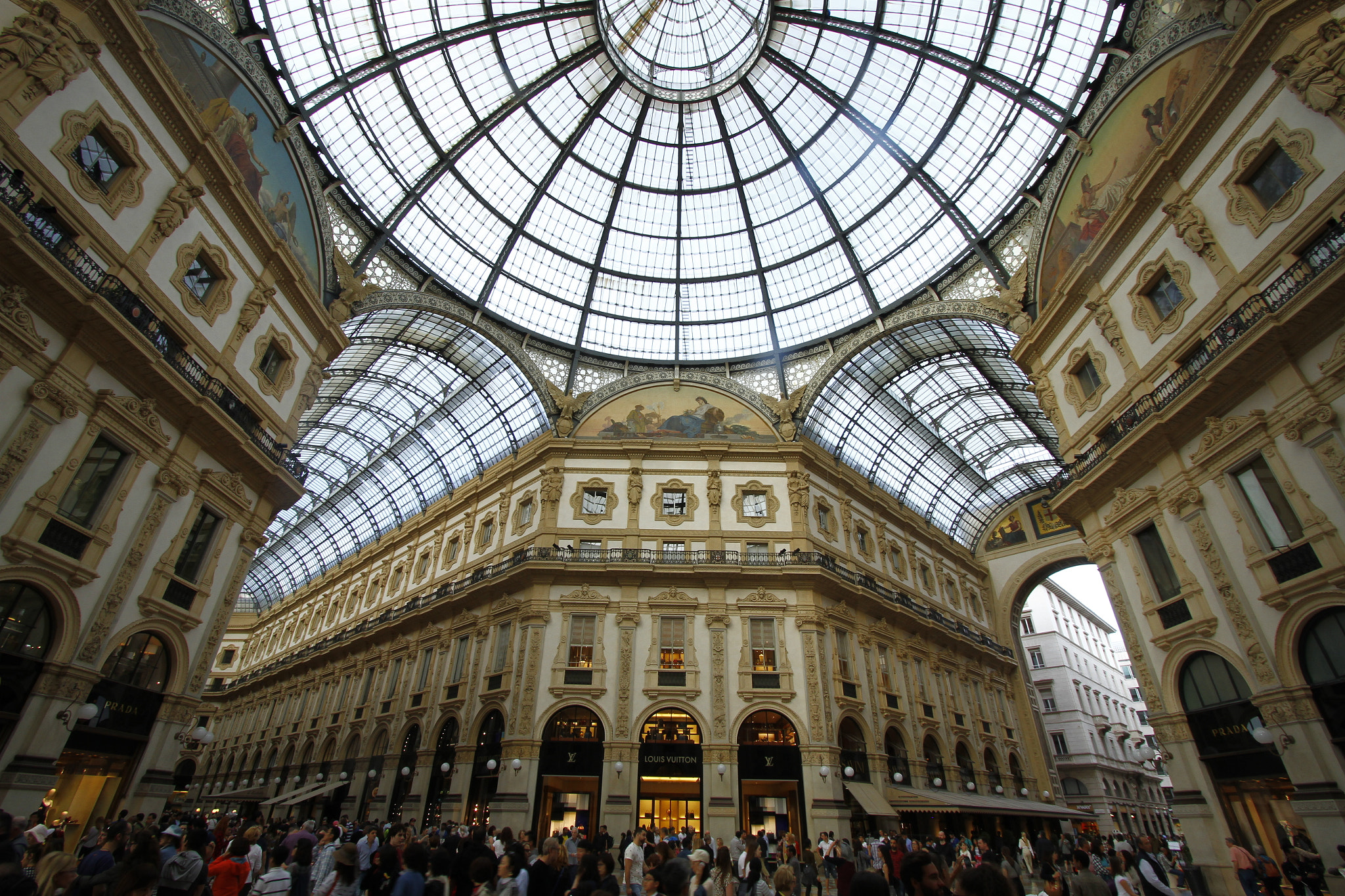
Galleria Vittorio Emanuele II din Milano, una dintre cele mai vechi galerii comerciale din lume

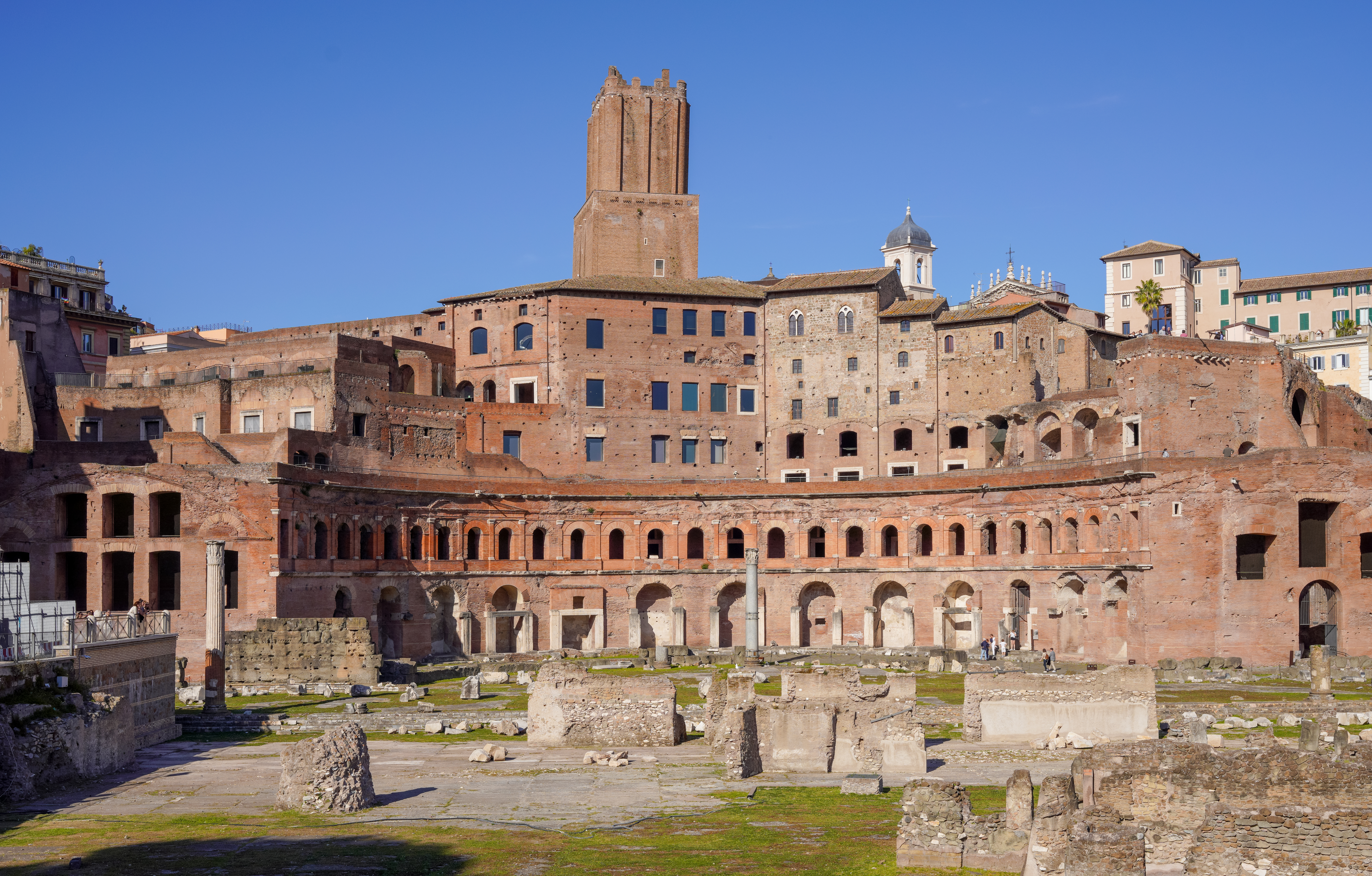
Piața lui Traian din Roma, precursoare a centrelor comerciale moderne

Lista celor mai mari malluri din lume clasifică centrele comerciale în funcție de suprafața totală (desfășurată) și de suprafața destinată închirierii. Lista include centre comerciale cu o suprafață de peste 250.000 de metri pătrați, atât pe cele situate în clădiri sau zone special amenajate, cât și complexuri care includ mai multe clădiri în afară de mallul propriu-zis. Ordinea este descrescătoare, în funcție de valorile suprafeței totale.

## Definiții
Un centru comercial (sau mall) este o structură de dimensiuni mari destinată cumpărăturilor, care de obicei asigură spații de închiriat pentru comercializarea unor produse diverse. În general, mallurile sunt structuri comerciale închise, situate în zone ușor accesibile pe cale rutieră și dotate cu spații de parcare de dimensiuni mari. În mod specific, mallurile includ unul sau mai multe magazine principale, de dimensiuni mult peste ale celorlalte magazine din vecinătate și o varietate de magazine, spații de agrement și divertisment, precum cinematografe sau zone de restaurante. Spațiile comerciale sunt în general închiriate independent.
Suprafața pusă la dispoziția chiriașilor de către proprietarul unui centru comercial este numită suprafață brută închiriabilă (în engleză Gross Leasable Area - GLA). Mai exact, aceasta reprezintă suprafața totală proiectată pentru ocuparea și utilizarea exclusivă de către chiriași, inclusiv orice subsoluri, mezanine sau anexe. Suprafața brută închiriabilă este suprafața pentru care chiriașii plătesc chirie și, prin urmare, suprafața care produce venituri pentru proprietar. Pentru o proprietate cu un singur chiriaș, valorile suprafeței brute (în engleză Gross Floor Area - GFA) și suprafeței brute închiriabile (GLA) sunt în esență egale.
În unele cazuri, mallurile fac parte dintr-o structură mai mare sau dintr-un grup de structuri, care poate include și alte tipuri de clădiri (rezidențiale, de birouri, hoteluri etc.). În aceste cazuri, deși de multe ori suprafața totală reprezintă întreaga suprafață a complexului respectiv, suprafața brută închiriabilă se referă exclusiv la suprafața centrului comercial pusă la dispoziția chiriașilor pentru amenajarea de spații comerciale (magazine, tarabe), zone de alimentație publică (restaurante, baruri, cafenele) sau de petrecere a timpului liber și de divertisment (cinematografe, săli de jocuri electronice, săli de bowling, centre sportive etc.).
În trecut, termenul „mall” desemna o galerie comercială (pietonală) cu magazine de o parte și de alta a unei alei acoperite, dar de la sfârșitul anilor 1960 a început să fie folosit ca termen generic pentru marile centre comerciale închise, care deveneau din ce în ce mai răspândite.

## Istoric

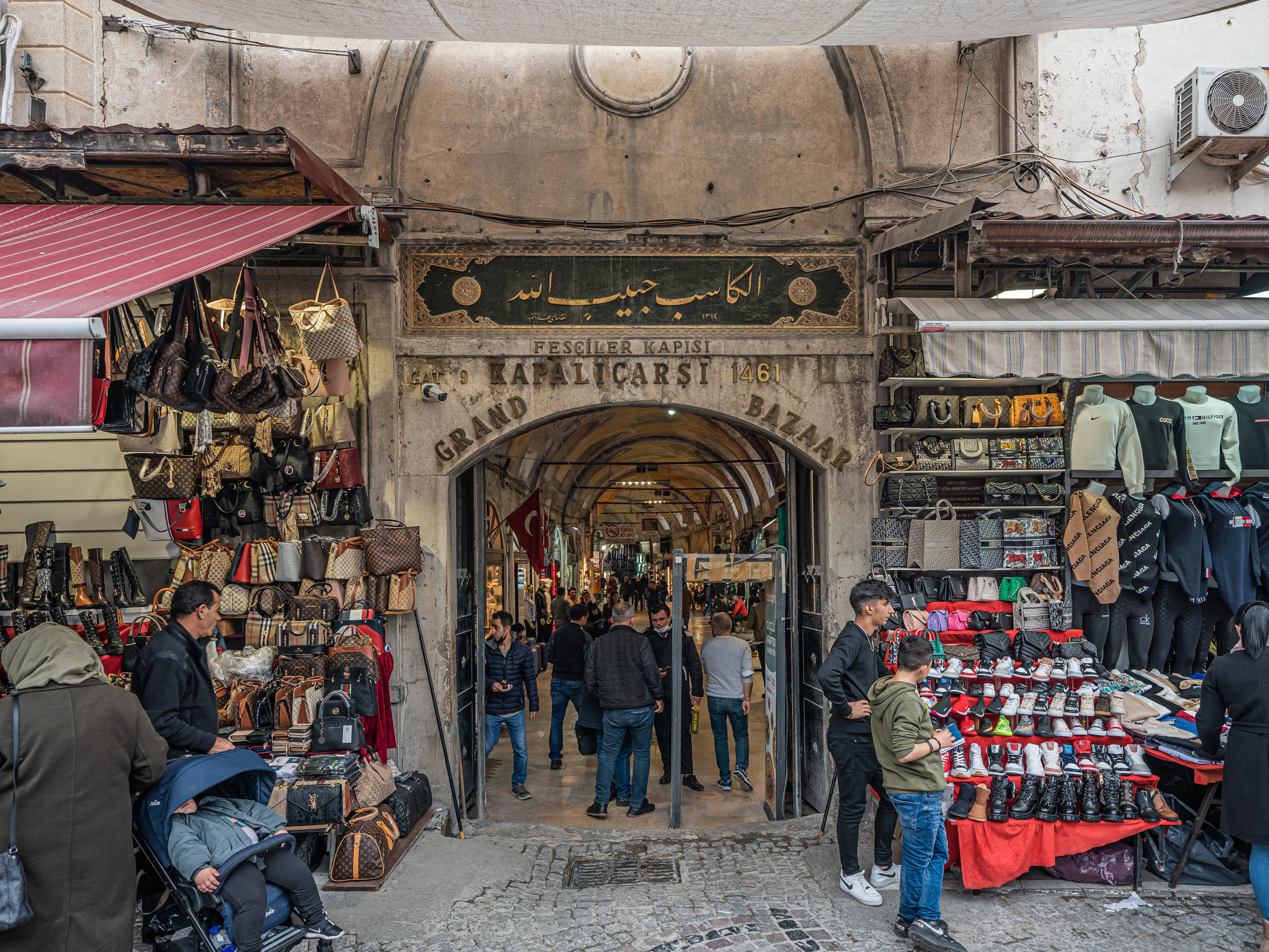
Marele Bazar din Istanbul, Turcia, precursor al centrelor comerciale moderne

Centrele comerciale nu sunt o inovație recentă, avându-și originea în piețele publice antice și, în Orientul Mijlociu, în bazarele și sukurile acoperite. Unul dintre cele mai vechi exemple de zone comerciale publice provine din Roma antică – Piața lui Traian din Roma, situată în Forumul lui Traian. Piața lui Traian a fost construită în jurul anilor 100-110 de Apollodor din Damasc și este considerată cel mai vechi centru comercial care a supraviețuit din lume. Marele Bazar din Istanbul a fost construit în secolul al XV-lea și rămâne unul dintre cele mai mari centre comerciale acoperite din lume, cu peste 58 de străzi și 4.000 de magazine. 
Numeroase alte galerii comerciale acoperite, cum ar fi Sūq al-Ḥamīdiyyah din Damasc, Siria, din secolul al XIX-lea, ar putea fi, de asemenea, considerate precursoare ale marilor centre comerciale de astăzi. Bazarul Isfahan, situat în orașul omonim din Iran, care este în mare parte acoperit, datează din secolul al X-lea, iar Marele Bazar acoperit din Teheran, capitala Iranului, în prezent cu o lungime de 10 kilometri, are de asemenea o istorie lungă, datând din a doua jumătate a secolului VII. 
Cel mai vechi centru comercial ocupat continuu din lume este The Rows din Chester, Regatul Unit, constând în rânduri de clădiri situate de-a lungul celor patru străzi centrale ale orașului. Datând cel puțin din secolul al XIII-lea, aceste magazine, depozite și spații de cazare pentru comercianți pe mai multe niveluri („rows”) erau conectate de alei acoperite. Rândurile de clădiri erau specializate în diferite mărfuri, cum ar fi Bakers Row („Aleea brutarilor”) sau Fleshmongers Row („Aleea vânzătorilor de carne”).
Gostiny Dvor din Sankt Petersburg, deschis în 1785, poate fi considerat unul dintre primele complexe comerciale de tip mall construite special, format din peste 100 de magazine care acopereau o suprafață de peste 53.000 m2. Marché des Enfants-Rouges din Paris, deschisă în 1628 și Covered Market din Oxford, Anglia, deschisă în 1774 funcționează și în prezent.

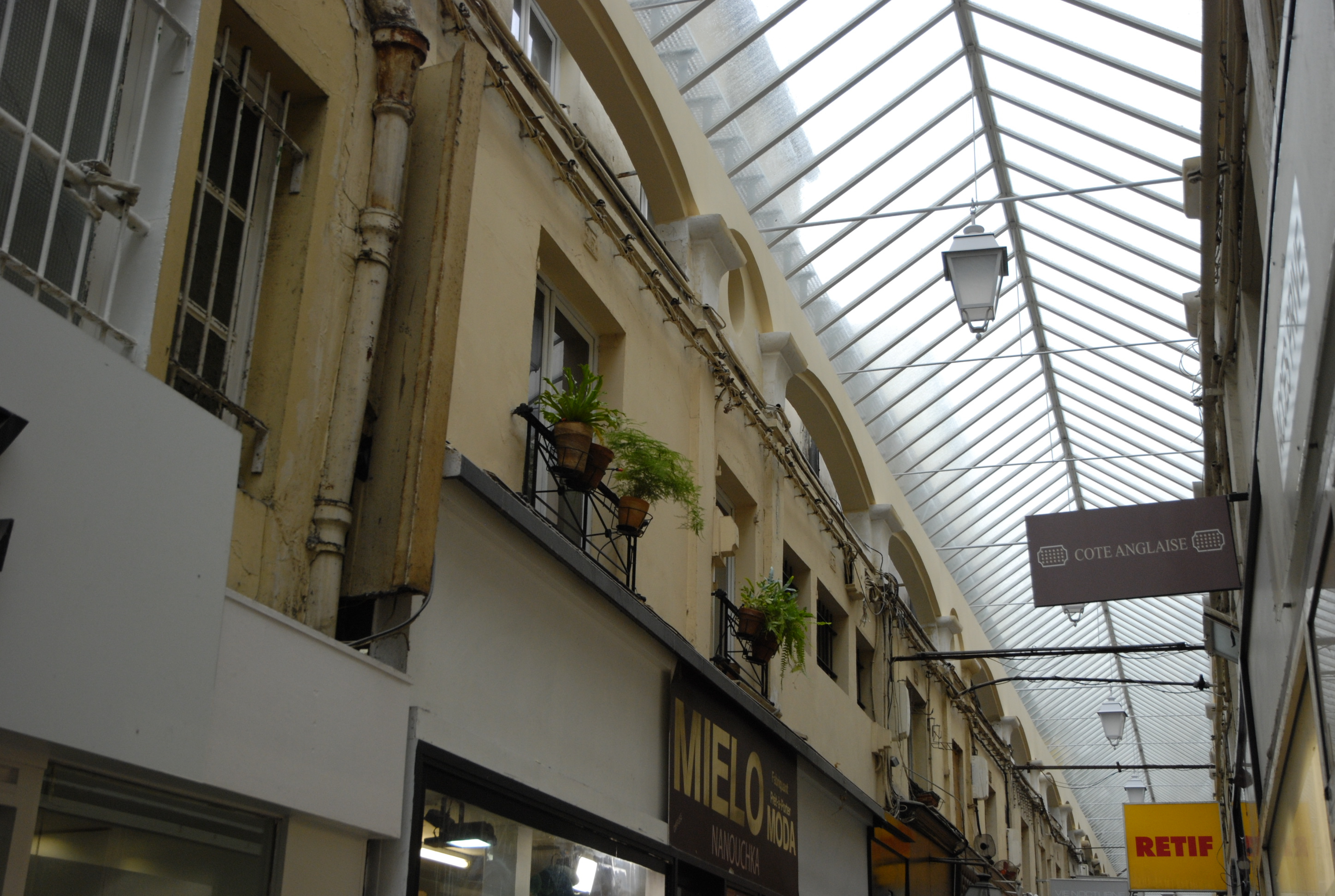
Passage du Caire din Paris, primul pasaj comercial acoperit din lume

În 1798, primul pasaj comercial acoperit din lume, Passage du Caire, a fost construit la Paris, primul dintre cele aproximativ 150 de pasaje acoperite construite în oraș până în 1850. În secolul al XIX-lea, un număr mare de galerii comerciale au fost construite în toată Europa. La Londra, Royal Opera Arcade s-a deschis în 1816, iar Burlington Arcade în 1819. Orașele vest-europene, în special, au construit multe centre comerciale în stil pasaj acoperit („arcade”). Providence Arcade din Rhode Island, construită în 1828, a fost prima galerie comercială din Statele Unite. Galleria Vittorio Emanuele II din Milano, care s-a deschis în 1877, a fost mai mare decât predecesoarele sale și a inspirat utilizarea termenului „galleria” pentru multe alte galerii și centre comerciale.
La mijlocul secolului XX, odată cu ascensiunea culturii suburbane și răspândirea pe scară largă a automobilelor, în Statele Unite a fost creat un nou stil de centre comerciale, situate departe de centrele orașelor. Printre primele centre comerciale proiectate pentru automobiliști se numără Market Square din Lake Forest, Illinois (1916) și Country Club Plaza din Kansas City, Missouri (1924).
Conceptul de centru comercial suburban a evoluat în continuare în Statele Unite după al Doilea Război Mondial, cu centre comerciale mai mari în aer liber care găzduiau magazine universale importante, cum ar fi Broadway-Crenshaw Center din Los Angeles, cu o suprafață de 51.000 m2, construit în 1947 și închiriat de două companii celebre în epocă, The Broadway și May Company California.
La sfârșitul anilor 1950 și în anii 1960, termenul „shopping mall” a fost folosit pentru prima dată. Printre primele mall-uri situate în centrul unui oraș s-au numărat Kalamazoo Mall din Kalamazoo, Michigan (1959), Shoppers' See-Way din Toledo, Ohio Lincoln Road Mall din Miami Beach și Santa Monica Mall din Santa Monica, California (1965).
Centrul comercial închis, care avea să fie cunoscut în cele din urmă sub numele de mall, a apărut la mijlocul anilor 1950. Unul dintre primele exemple a fost Valley Fair Shopping Center din Appleton, Wisconsin, care s-a deschis în 1955. Acesta prezenta o serie de caracteristici moderne, inclusiv încălzire și răcire centralizate, o parcare mare în aer liber, magazine principale semi-decomandate și restaurante. Mai târziu în același an, primul centru comercial complet închis din lume a fost deschis în Luleå, în nordul Suediei (arhitect: Ralph Erskine) și a fost numit Shopping. În prezent, regiunea este recunoscută pentru densitatea de centre comerciale, una dintre primele din Europa.
Ideea unui complex comercial complet închis, de dimensiuni regionale, a fost lansată în 1956 de arhitectul austriaco-american Victor Gruen. Această nouă generație de centre comerciale de dimensiuni regionale a început cu Southdale Center, proiectat de Gruen, care s-a deschis în suburbia Edina din Minnesota, Statele Unite, în octombrie 1956. Pentru pionieratul în conceptul de mall, care urma să devină extrem de popular sub această formă, Gruen a fost considerat „cel mai influent arhitect al secolului XX”.
Primul complex comercial promovat ca „mall” a fost Bergen Mall din Paramus, New Jersey, care s-a deschis în aer liber în 1957 și a fost ulterior acoperit în 1973. Pe lângă Southdale Center, centre comerciale închise semnificative au fost Harundale Mall (1958) din Glen Burnie, Maryland, Big Town Mall (1959) din Mesquite, Texas, Chris-Town Mall (1961) din Phoenix, Arizona și Randhurst Center (1962) din Mount Prospect, Illinois.

## Evoluție arhitecturală

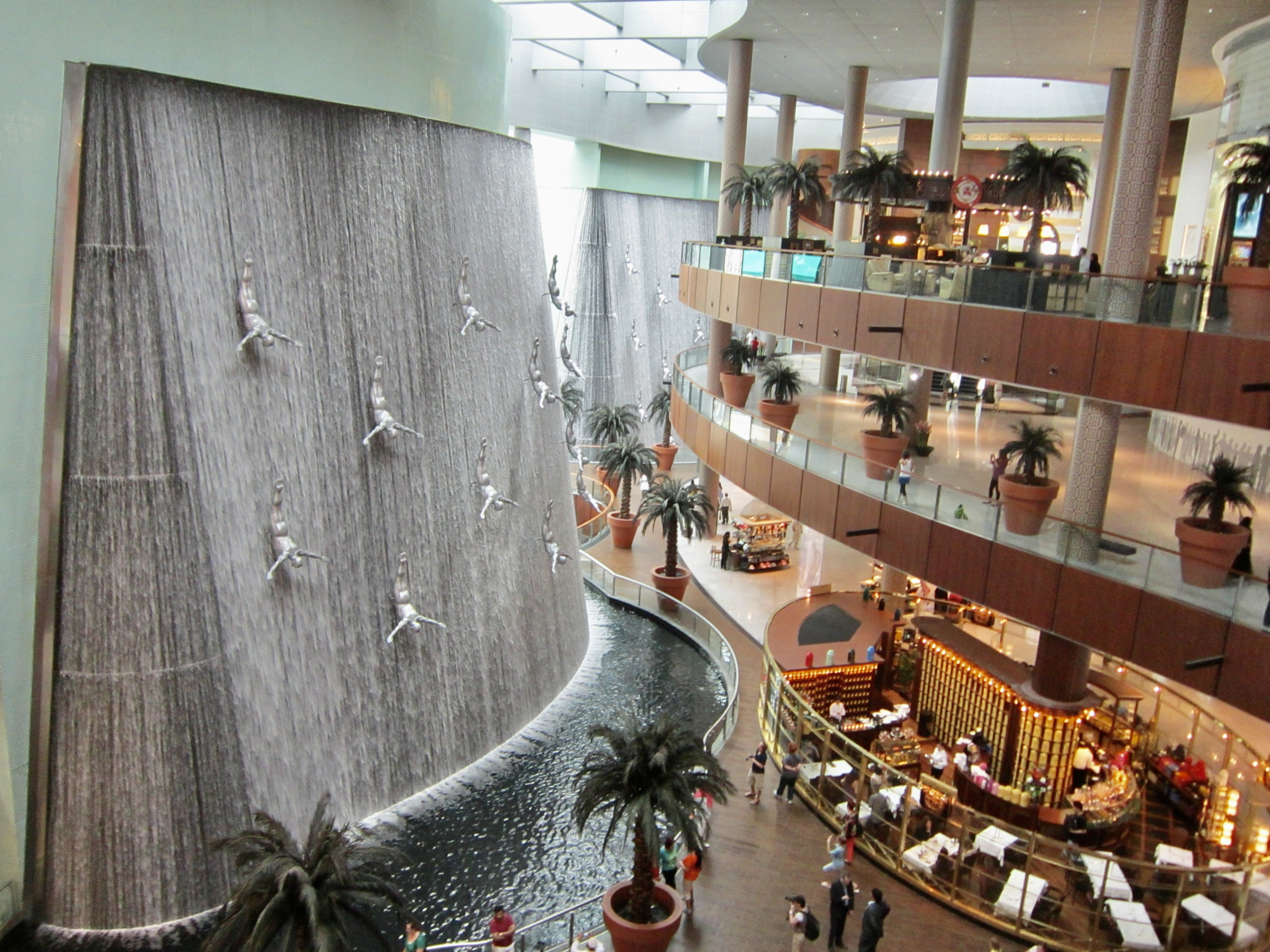
Fântâna interioară din Dubai Mall, Emiratele Arabe Unite

Prețurile ridicate ale terenurilor din orașele populate au condus la conceptul de „mall vertical”, în care spațiul alocat comerțului cu amănuntul este configurat pe mai multe etaje accesibile prin lifturi și/sau scări rulante care leagă diferitele niveluri ale mall-ului. Provocarea acestui tip de mall este de a depăși tendința naturală a cumpărătorilor de a se deplasa pe orizontală și de a-i încuraja să se deplaseze în sus și în jos. Conceptul de mall vertical a apărut la sfârșitul anilor 1960. Zgârie-norii Water Tower Place din Chicago, Illinois, construiți în 1975, includeau un hotel, apartamente de lux și spații de birouri și se înălțau deasupra unei baze lungi, care conținea un mall comercial în stil atrium cu opt niveluri.
Centrele comerciale verticale sunt comune în aglomerațiile urbane dens populate din Asia de Est și de Sud-Est. În Hong Kong, în special, se găsesc numeroase astfel de centre comerciale, precum Times Square, Dragon Centre, Apm, Langham Place, ISQUARE, Hysan Place și The One.
Un centru comercial vertical poate fi construit și acolo unde geografia împiedică construirea pe spații largi sau există alte restricții privind construcția, cum ar fi în cazul clădirilor istorice sau vestigiilor arheologice. Darwin Shopping Centre din Shrewsbury, Marea Britanie, este construit pe versantul unui deal abrupt, în imediata apropiere a fostelor ziduri ale orașului. În consecință, centrul comercial este împărțit în două corpuri a câte șapte niveluri conectate prin lifturi, scări rulante și pasarele.

## Caracteristici

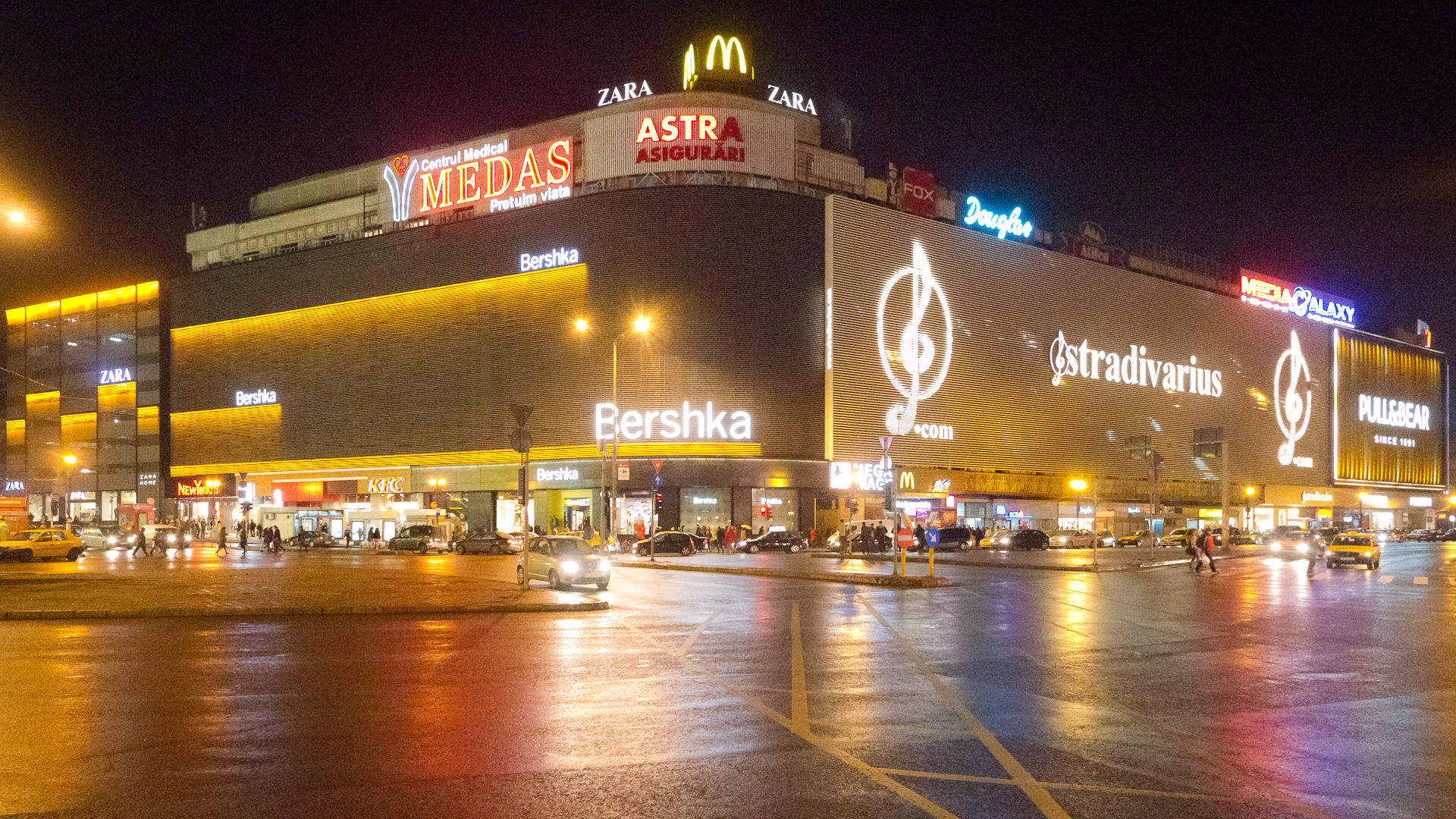
Unirea Shopping Center din București

Centrele comerciale au în general o configurație specifică în funcție de magazinele pe care le găzduiesc, de exemplu, o zonă (un etaj) este dedicată produselor vestimentare, o alta pentru restaurante, alta pentru cinematografe și centre de divertisment și agrement. Este aproape esențial ca centrul comercial să includă un supermarket sau un hipermarket. Centrele comerciale sunt mai frecvente în orașele mari, pentru a se evita aglomerația din piețele publice urbane. Înființarea de centre comerciale este mai consacrată în țările occidentale (America și Europa) și Asia de Sud-Est.
Pe lângă faptul că are un rol comercial și economic, un centru comercial are și o mare conotație sociologică sau antropologică, deoarece este un spațiu care facilitează legăturile sociale și interumane, îndeplinind aceleași funcții ca și piața veche a orașului: un loc de întâlnire, de manifestare a intereselor oamenilor față de semeni sau de petrecere a timpului liber. De multe ori, sunt lansate programe dedicate diferitelor grupuri de persoane (familii, copii, tineri, seniori etc.), iar managerii companiilor și comercianții din centrul comercial își pot adapta ofertele, promoțiile și expozițiile.
Evoluția pieței centrelor comerciale este direct legată de nivelul veniturilor populației, de inflație și de capacitatea de cheltuieli a gospodăriilor, activitatea rămânând în general profitabilă chiar și în perioade de criză. Indicele utilizat pentru analiza maturității acestei piețe este suprafața brută închiriabilă per rezident, deși alte modele de analiză preferă suprafața brută închiriabilă per milion de euro cheltuiți, care leagă mai bine piața imobiliară de economia reală.
În ultimele decenii, numărul mallurilor a scăzut considerabil în America de Nord, parțial din cauza „apocalipsei comerțului cu amănuntul” (fenomen care se referă la închiderea numeroaselor magazine fizice din Statele Unite, în special a celor deținute de marile companii, începând cu anii 2010 și accelerând din cauza închiderilor obligatorii din timpul pandemiei de COVID-19), unele devenind „malluri moarte”, iar altele fiind înlocuite de complexuri cu utilizare mixtă. În multe țări europene și asiatice, centrele comerciale continuă să prospere.

## Lista celor mai mari centre comerciale din lume
| Imagine | Nume | Țară                  | Locație                       | An   | Suprafață totală (m2) | Suprafață de închiriat (m2) | Număr de magazine | Observații | Note                                     |
|         | |                       |                               |      |                       |                             |                   | |                                          |
| ------- | --- | --------------------- | ----------------------------- | ---- | --------------------- | --------------------------- | ----------------- | --- | ---------------------------------------- |
|         | Centrul Global New Century (în chineză: 新世纪环球中心, transliterat: Xīn shìjì huánqiú zhōngxīn)                       | China                 | Chengdu                       | 2013 | 1.760.000             | 400.000                     | 2.300             | Găzduiește mai multe hoteluri, un patinoar, o universitate și un parc acvatic cu o plajă artificială de 5.000 m2 | [ 7 ] [ 8 ] [ 9 ] [ 10 ]                 |
|         | Iran Mall (în persană ایران‌مال, transliterat: Iranmal)                                                                  | Iran                  | Teheran                       | 2018 | 1.700.000             | 650.000                     | 2.500+            | Cel mai mare mall din Iran | [ 11 ] [ 12 ] [ 13 ]                     |
|         | The Avenues [în arabă الأفنيوز (الكويت), transliterat: Al'afniuz (alkuayti)]                                            | Kuweit                | Al Rai                        | 2007 | 1.350.000             | 360.000                     | 1.100+            | Cel mai mare mall din Kuweit, complexul include restaurante, 28 de săli de cinema și două hoteluri | [ 14 ] [ 15 ]                            |
|         | Dubai Mall (în arabă دبي مول, transliterat: Dubay mwl)                                                                  | Emiratele Arabe Unite | Dubai                         | 2008 | 1.124.000             | 350.244                     | 1.200             | Complexul include restaurante, un suk, Chinatown, parc VR, un tunel de 48 m sub un acvariu de 10 mil. litri, săli de cinema, un complex sportiv, zone de divertisment și cel mai mare ecran OLED din lume (709,69 m2) | [ 7 ] [ 16 ] [ 17 ] [ 18 ] [ 19 ] [ 20 ] |
|         | Orașul Internațional Duty Free Haikou (în chineză: 海口国际免税城, transliterat: Hǎikǒu guójì miǎnshuì chéng)           | China                 | Haikou, Hainan                | 2022 | 930.000               | 280.000                     | 800+              | Cel mai mare centru comercial duty-free din lume | [ 21 ] [ 22 ]                            |
|         | IOI City Mall (în malaieză IOI City Mall)                                                                               | Malaysia              | Putrajaya                     | 2014 | 780.390               | 232.260                     | 650+              | Cel mai mare mall din Asia de Sud-Est | [ 23 ]                                   |
|         | Isfahan City Center (în persană مرکز خرید سیتی سنتر اصفهان, transliterat: Markz kharid siti senter esfehan)             | Iran                  | Isfahan                       | 2012 | 776.500               | 650.320                     | 750+              | Conține cel mai mare parc de distracții interior din Orientul Mijlociu | [ 7 ] [ 24 ]                             |
|         | Iconsiam (în thailandeză ไอคอนสยาม, transliterat Xịkhxn s̄yām)                                                           | Thailanda             | Bangkok                       | 2018 | 750.000               | 525.000                     | 550+              | Complex format dintr-un shopping mall și două turnuri dintre care unul (Magnolia Waterfront Residences) este cea mai înaltă clădire din Thailanda | [ 7 ] [ 25 ] [ 26 ]                      |
|         | South China Mall (în chineză: 华南MALL, transliterat: Huánán MALL)                                                      | China                 | Dongguan                      | 2005 | 659.611               | 600.153                     | 2.350             | Mall-ul găzduiește zone inspirate din locații celebre din întreaga lume, include replici ale Turnului Eiffel, Statuii Libertății Arcului de Triumf din Paris și Marelui Canal din Veneția | [ 7 ] [ 27 ] [ 28 ] [ 10 ]               |
|         | SM Mall of Asia (în thailandeză เอสเอ็ม มอลล์ออฟเอเชีย, transliterat Xe s̄ xĕm mxll̒ xxf xecheīy)                            | Filipine              | Pasay, Metro Manila           | 2006 | 589.891               | 406.962                     | 3.500+            | Cel mai mare mall din lume după numărul de magazine și cel mai mare din Filipine după suprafață, include o arenă multifuncțională, hoteluri, o universitate, zone de divertisment | [ 7 ] [ 27 ] [ 29 ]                      |
|         | SM City Tianjin (în chineză: SM天津滨海城市广场, transliterat: SM tiānjīn bīnhǎi chéngshì guǎngchǎng)                   | China                 | Tianjin                       | 2016 | 565.000               |                             | 1.000+            | Cele cinci clădiri ale centrului comercial situat în vecinătatea Aeroportului Tianjin Binhai sunt numite după cele cinci elemente tradiționale chinezești – Metal, Lemn, Foc, Apă, Pământ | [ 7 ] [ 30 ] [ 31 ] [ 32 ]               |
|         | Centro Comercial Santafé (în spaniolă Centro Comercial Santafé)                                                         | Columbia              | Bogotá                        | 2006 | 562.501               | 250.000                     | 580+              | Complex format din 3 niveluri supraterane și 2 subterane | [ 33 ]                                   |
|         | Centrul Comercial Century Golden Resources (în chineză: 世纪金源购物中心, transliterat: Shìjì jīn yuán gòuwù zhòng xīn) | China                 | Beijing                       | 2004 | 557.419               |                             | 750+              | Cel mai mare centru comercial din lume în perioada 2004-2005 | [ 7 ] [ 27 ] [ 10 ]                      |
|         | Lotte World Mall (în coreeană 롯데월드몰, transliterat: Losdewoldeu mol)                                                | Coreea de Sud         | Seul                          | 2014 | 555.000               | 244.000                     | 200+              | Cel mai mare centru comercial din Coreea de Sud (7 niveluri), include restaurante, acvariu, observator astronomic, cinematograf, sală de concerte, muzeu de artă, este conectat cu Lotte World Tower, cea mai înaltă clădire din Coreea de Sud și a șasea din lume (555 m)                                                  | [ 34 ] [ 35 ] [ 36 ]                     |
|         | Central WestGate (în thailandeză เซ็นทรัล เวสต์เกต, transliterat Sĕnthrạl wes̄t̒ ket)                                        | Thailanda             | Nonthaburi, Bangkok           | 2015 | 550.278               |                             | 500+              | Găzduiește cel mai mare magazin IKEA din Asia de Sud Est | [ 7 ] [ 37 ] [ 38 ]                      |
|         | CentralWorld (în thailandeză เซ็นทรัลเวิลด์, transliterat Sĕnthrạl weild̒)                                                   | Thailanda             | Bangkok                       | 1989 | 550.000               | 429.500                     | 500+              | Suprafața totală a complexului, incluzând cele două turnuri adiacente, este de 1.024.000 m2 | [ 7 ] [ 27 ] [ 39 ]                      |
|         | Complexul Golfului Persic (în persană مجتمع خلیج فارس, transliterat: Mojtam khlij fars)                                 | Iran                  | Shiraz                        | 2011 | 540.000               | 450.000                     | 2.500             | Al treilea cel mai mare centru comercial din lume după numărul de magazine, după SM Mall of Asia și Iran Mall, include un hotel, piscină interioară și exterioară, teren de tenis, centru de convenții, heliport, parc de distracții cu jocuri video, sală de bowling, sală de biliard pe 3 niveluri și șase săli de cinema | [ 7 ] [ 40 ]                             |
|         | Mall of America (în engleză Mall of America)                                                                            | Statele Unite         | Bloomington, Minneapolis      | 1992 | 520.257               |                             | 520+              | Cel mai mare mall din Statele Unite și emisfera vestică, complexul găzduiește un tunel de 91,44 m pe sub un acvariu de 4.921 m3 și un parc tematic | [ 7 ] [ 41 ]                             |
|         | 1 Utama (în malaieză 1 Utama)                                                                                           | Malaysia              | Petaling Jaya, Selangor       | 1995 | 519.328               | 203.460                     | 700+              | Al doilea cel mai mare mall din Malaysia, cu o suprafață totală de 519.328 m2 | [ 7 ] [ 42 ] [ 43 ] [ 44 ] [ 45 ]        |
|         | SM Megamall (în tagalog SM Megamall)                                                                                    | Filipine              | Mandaluyong, Metro Manila     | 1991 | 506.435               | 474.000                     | 1.000+            | Mall-ul cu cele mai multe săli de cinema din Filipine – 14 | [ 7 ] [ 46 ] [ 47 ]                      |
|         | Jamuna Future Park (în bengaleză যমুনা ফিউচার পার্ক, transliterat Yamunā phi'ucāra pārka)                                     | Bangladesh            | Dhaka                         | 2013 | 506.320               | 380.900                     | 510               | Cel mai mare centru comercial din Asia de Sud | [ 48 ]                                   |
|         | Future Park Rangsit (în thailandeză ฟิวเจอร์พาร์ค รังสิต, transliterat Fiw ce xr̒ phār̒ kh rạngs̄it)                            | Thailanda             | Thanyaburi, Pathum Thani      | 1995 | 506.000               | 235.000                     | 900               | Complexul găzduiește restaurante, opt bănci și instituții financiare, un oficiu poștal, cinematografe multiplex și cinematografe private | [ 49 ]                                   |
|         | Siam Paragon (în thailandeză สยามพารากอน, transliterat S̄yām phā rā kxn)                                                 | Thailanda             | Bangkok                       | 2005 | 500.000               | 400.000                     | 200+              | Unul dintre principalele centre comerciale din Bangkok | [ 50 ] [ 51 ]                            |
|         | SM City North EDSA (în tagalog SM City North EDSA)                                                                      | Filipine              | Quezon City, Metro Manila     | 1985 | 497.213               | 482.878                     | 1.000+            | Excluzând clădirea originală, complexul a fost extins în timp, incluzând două blocuri de birouri, două parcări supraetajate și un bloc conținând puncte de vânzare cu amănuntul, restaurante și centre de divertisment | [ 7 ] [ 27 ] [ 52 ]                      |
|         | West Edmonton Mall (în engleză West Edmonton Mall)                                                                      | Canada                | Edmonton, Alberta             | 1981 | 492.386               | 350.000                     | 800+              | Cel mai mare centru comercial din lume între 1981 și 2004, cel mai mare din Canada, include cel mai mare parc interior de divertisment (Galaxyland, 37.200 m2), deservit de cea mai mare parcare de mall din lume (20.000 locuri)                                                                                           | [ 7 ] [ 53 ] [ 54 ]                      |
|         | Portul Global din Shanghai (în chineză: 上海环球港, transliterat: Shànghǎi huánqiú gǎng)                                | China                 | Shanghai                      | 2013 | 480.000               |                             | 450+              | Magazinele sunt situate pe șapte niveluri (dintre care trei subterane), deasupra mall-ului se înalță doi zgârie-nori | [ 55 ]                                   |
|         | SM Seaside City Cebu (în tagalog SM Seaside City Cebu)                                                                  | Filipine              | Cebú                          | 2015 | 470.486               |                             | 700+              | Format din 2 clădiri, găzduiește 12 săli de cinema, restaurante, o sală de evenimente, magazine de artă și săli de jocuri electronice | [ 7 ]                                    |
|         | Centrul comercial Aviapark [în rusă Авиапарк, transliterat: Aviapark]                                                   | Rusia                 | Moscova                       | 2014 | 463.000               | 230.000                     | 500+              | Al doilea cel mai mare centru comercial din Rusia, găzduiește 415 magazine, 82 restaurante și peste 20 de centre de divertisment | [ 56 ]                                   |
|         | Blockbuster Mall (în ucraineană ТРЦ "Блокбастер Молл", transliterat: TRȚ "Blokbaster Moll")                             | Ucraina               | Kiev                          | 2021 | 450.000               | 390.000                     | 400+              | Cel mai mare centru comercial din Ucraina, cu o suprafață totală de 450.000 m2 | [ 57 ]                                   |
|         | Centrul Comercial Leste Aricanduva (în portugheză Centro Comercial Leste Aricanduva)                                    | Brazilia              | São Paulo                     | 1991 | 425.000               | 248.701                     | 579               | Cel mai mare centru comercial din Brazilia și America Latină | [ 58 ] [ 59 ]                            |
|         | Zhengjia Plaza (Grandview Mall) (în chineză: 正佳广场, transliterat: Zhèngjiā guǎngchǎng)                               | China                 | Guangzhou                     | 2005 | 420.000               | 300.000                     | 180+              | Complex format din centrul comercial cu 7 niveluri supraterane și 2,5 subterane, turnul de vest, un hotel cu 48 de niveluri și turnul de est, o clădire de birouri cu 25 de niveluri | [ 60 ]                                   |
|         | Festival Mall din Alabang (în tagalog Festival Mall in Alabang)                                                         | Filipine              | Muntinlupa, Metro Manila      | 1998 | 400.000               | 170.000                     | 800+              | Include magazine, restaurante, centre de divertisment, 8 săli de cinema | [ 61 ] [ 62 ]                            |
|         | Dream Mall (în chineză: 統一夢時代購物中心, transliterat: Tǒngyī mèng shídài gòuwù zhòng xīn)                           | Taiwan                | Kaohsiung                     | 2007 | 400.000               |                             | 250               | Cel mai mare mall din Taiwan | [ 63 ]                                   |
|         | Sunway Pyramid (în malaieză Sunway Pyramid)                                                                             | Malaysia              | Subang Jaya, Selangor         | 1997 | 399.480               | 396.000                     | 900+              | Centru comercial în formă de piramidă, inspirată din Egiptul Antic, cu o statuie a unui leu care „păzește” intrarea, decorată într-un stil monumental, cu hieroglife false care împodobesc fațada, alături de statui și sculpturi ale faraonilor                                                                            | [ 27 ] [ 64 ]                            |
|         | Albrook Mall (în spaniolă Albrook Mall)                                                                                 | Panama                | Panama City                   | 2002 | 380.000               |                             | 700+              | Cel mai mare centru comercial din lume între 2002 și 2013, al doilea cel mai mare din America | [ 65 ]                                   |
|         | Tunjungan Plaza (în indoneziană Tunjungan Plaza)                                                                        | Indonezia             | Surabaya                      | 1986 | 360.876               | 148.476                     | 600+              | Cel mai mare centru comercial din Java de Est, format din șase clădiri distincte, include restaurante, magazine și săli de cinema | [ 66 ] [ 67 ]                            |
|         | Centrul comercial Taman Anggrek (în indoneziană Mal Taman Anggrek)                                                      | Indonezia             | Jakarta                       | 1996 | 360.000               | 110.000                     | 150               | Găzduiește unul dintre cele mai mari ecrane LED din lume (8.675 m2) | [ 68 ] [ 69 ]                            |
|         | Fashion Island (în thailandeză แฟชั่นไอส์แลนด์, transliterat Fæchạ̀n xịs̄̒ lænd̒)                                               | Thailanda             | Bangkok                       | 1995 | 350.000               |                             | 600+              | Include magazine, restaurante și un parc de distracții | [ 70 ]                                   |
|         | Central Phuket (în thailandeză เซ็นทรัล ภูเก็ต, transliterat Sĕnthrạl p̣hūkĕt)                                               | Thailanda             | Phuket                        | 2004 | 340.067               | 192.254                     | 250+              | Format din două clădiri legate prin pasarele rulante, include magazine lifestyle și de lux, restaurante, centre de divertisment, un acvariu și un parc tematic de aventuri | [ 71 ] [ 72 ]                            |
|         | Big City (în chineză: Big City遠東巨城購物中心, transliterat: Big City yuǎndōng jù chéng gòuwù zhòng xīn)               | Taiwan                | Hsinchu                       | 2012 | 340.000               |                             | 600               | Include restaurante, săli de cinema, librării, centre de fitness, patinoar și patinoar cu role | [ 73 ]                                   |
|         | Berjaya Times Square (în indoneziană Berjaya Times Square)                                                              | Malaysia              | Kuala Lumpur                  | 2003 | 320.000               | 250.840                     | 1000+             | Cel mai mare centru comercial din Kuala Lumpur și al patrulea din Malaysia, găzduiește cea mai mare scară muzicală din lume, formată din 16 trepte care produc o serie de sunete de pian, harpă, percuție și flaut însoțite de grafice sonore                                                                               | [ 53 ] [ 74 ] [ 75 ]                     |
|         | Limketkai Center (în engleză Limketkai Center)                                                                          | Filipine              | Cagayan de Oro, Mindanao      | 1992 | 320.000               | 250.152                     | 250               | Complex comercial cu două niveluri, găzduiește patru cinematografe, zone de restaurante, centre de divertisment și creșe, spa-uri și clinici | [ 76 ]                                   |
|         | Lucky One Mall (în urdu لکی ون مال, transliterat: Laki wan mal)                                                         | Pakistan              | Karachi                       | 2017 | 320.000               | 63.175                      | 200+              | Cel mai mare centru comercial din Pakistan | [ 77 ] [ 78 ]                            |
|         | Gandaria City (în indoneziană Gandaria City)                                                                            | Indonezia             | Jakarta                       | 2010 | 336.279               | 100.118                     | 250               | Complexul include un centru comercial, un turn de birouri, turnuri de apartamente și un hotel | [ 79 ] [ 80 ]                            |
|         | SM City Fairview (în engleză SM City Fairview)                                                                          | Filipine              | Quezon City, Metro Manila     | 1997 | 312.749               | 182.783                     | 350               | Complex format din patru clădiri, pe patru niveluri, cu 4 zone principale: SM Foodcourt, Cyberzone, Zona de Sănătate și Zona de Wellness | [ 81 ] [ 82 ]                            |
|         | American Dream (în engleză American Dream)                                                                              | Statele Unite         | East Rutherford, New Jersey   | 2019 | 306.580               | 278.710                     | 200               | Complex comercial, include parcul de amuzament Nickelodeon Universe, parcul acvatic DreamWorks Water Park și zona de schi Big Snow American Dream | [ 83 ] [ 84 ]                            |
|         | Centrul comercial Greenwich [în rusă Гринвич (торговый центр), transliterat: Grinvici (torgovîi țentr)]                 | Rusia                 | Ekaterinburg                  | 2006 | 303.000               | 258.673                     | 250               | Cel mai mare centru comercial din Rusia | [ 56 ]                                   |
|         | Centrul comercial Mega Belaya Dacha [în rusă Мега (сеть торговых центров), transliterat: Mega (set torgovîh țentrov)]   | Rusia                 | Moscova                       | 2002 | 303.000               | 225.000                     | 250               | Al treilea cel mai mare centru comercial din Rusia, a fost deținut de IKEA până în 2023, când a fost preluat de Gazprombank | [ 56 ]                                   |
|         | Grand Central Mall (în engleză The Grand Central Mall)                                                                  | Pakistan              | Faisalabad                    | 2023 | 297.290               | 195.100                     |                   | Al doilea cel mai mare centru comercial din Pakistan, găzduiește restaurante, magazine și cel mai mare acvariu din Pakistan | [ 85 ] [ 86 ]                            |
|         | Centre Point Medan (în indoneziană Centre Point Medan)                                                                  | Indonezia             | Medan, Sumatra                | 2013 | 270.000               |                             |                   | Formează o zonă multifuncțională împreună cu complexul de apartamente Centre Point care este format din două turnuri | [ 87 ]                                   |
|         | Mal Artha Gading (în indoneziană Mal Artha Gading)                                                                      | Indonezia             | Jakarta                       | 2004 | 270.000               | 100.000                     | 330               | Arhitectura a fost inspirată de Drumul Mătăsii și de cele șapte minuni ale lumii antice | [ 88 ] [ 89 ]                            |
|         | King of Prussia Mall (în engleză King of Prussia Mall)                                                                  | Statele Unite         | King of Prussia, Philadelphia | 1963 | 269.420               |                             | 400+              | Centru comercial compus inițial din două clădiri distincte, unite într-un singur corp după o renovare din 2016 | [ 90 ]                                   |
|         | SM City Cebu (în engleză SM City Cebu)                                                                                  | Filipine              | Cebu                          | 1993 | 268.611               |                             | 680               | Complex comercial pe șapte niveluri, include restaurante, opt săli de cinema, sală de bowling, centre de divertisment. Extinderea din 2025 include două clădiri de birouri cu câte 20 de etaje și o clădire cu 9 etaje care va găzdui un campus al Universității Naționale din Filipine                                     | [ 91 ]                                   |
|         | Mall of Arabia Jeddah [în arabă مجمع العرب (جدة), transliterat: Majmae alearab (jdatun)]                                | Arabia Saudită        | Jeddah                        | 2010 | 261.000               |                             | 400+              | Complex comercial situat lângă Aeroportul Internațional Regele Abdulaziz | [ 92 ]                                   |
|         | Aventura Mall (în engleză Aventura Mall)                                                                                | Statele Unite         | Aventura, Miami               | 1983 | 260.130               | 260.000                     | 300+              | Cel mai mare centru comercial din Florida | [ 93 ]                                   |
|         | Centrul Comercial Nanfang (T.S. Mall) (în chineză: 南紡購物中心, transliterat: Nán fǎng gòuwù zhòng xīn)                | Taiwan                | Tainan                        | 2015 | 254.000               |                             | 200+              | Complexul include centrul comercial, un hotel, un cinematograf și zone de divertisment | [ 94 ]                                   |
|         | Sarath City Capital (în engleză Sarath City Capital)                                                                    | India                 | Hyderabad                     | 2019 | 250.840               | 179.400                     | 430               | Cel mai mare centru comercial din India, complexul cuprinde 8 niveluri, include restaurante, săli de cinema, centre de divertisment | [ 95 ] [ 96 ]                            |
|         | South Coast Plaza (în engleză South Coast Plaza)                                                                        | Statele Unite         | Costa Mesa, Los Angeles       | 1967 | 250.840               | 250.840                     | 286               | Cel mai mare centru comercial din California | [ 97 ]                                   |
|         | Emporium Mall (în persană ایمپوریم مال, transliterat: Imporim mal)                                                      | Pakistan              | Lahore                        | 2016 | 250.000               |                             | 200+              | Al treilea cel mai mare centru comercial din Pakistan, include un hotel, restaurante, săli de cinema și un parc de divertisment | [ 98 ]                                   |
|         | Centro Sambil (în spaniolă Centro Sambil)                                                                               | Venezuela             | Caracas                       | 1998 | 250.000               | 72.844                      | 471               | Complex cu 5 niveluri comerciale, 5 piețe, 10 săli de cinema și 4 niveluri de parcare | [ 99 ] [ 100 ]                           |

## Lista celor mai mari centre comerciale en-gross din lume
| Imagine | Nume | Țară  | Locație        | An   | Suprafață totală (m2) | Suprafață de închiriat (m2) | Număr de magazine | Observații | Note    |
|         | |       |                |      |                       |                             |                   | |         |
| ------- | --- | ----- | -------------- | ---- | --------------------- | --------------------------- | ----------------- | --- | ------- |
|         | Orașul Comercial Internațional Yiwu (în chineză: 义乌国际商贸城, transliterat: Yìwū guójì shāngmào chéng) | China | Yiwu, Zhejiang | 2002 | 5.500.000             | 5.500.000                   | 75.000+           | Cea mai mare piață angro de mărfuri mici din lume, sursa de export a peste 1,8 milioane de produse, inclusiv 70% din toate decorațiunile de Crăciun din lume | [ 101 ] |